# Inonotus dentatus
Inonotus dentatus är en svampart som beskrevs av Decock & Ryvarden 2002. Inonotus dentatus ingår i släktet Inonotus och familjen Hymenochaetaceae.   Inga underarter finns listade i Catalogue of Life.